# Gare de Chatou - Croissy
Ne doit pas être confondu avec Gare de Croissy-sur-Celle.
La gare de Chatou - Croissy est une gare ferroviaire française de la ligne de Paris-Saint-Lazare à Saint-Germain-en-Laye, située sur le territoire de la commune de Chatou, près de Croissy-sur-Seine, dans le département des Yvelines, en région Île-de-France.
C'est une gare de la Régie autonome des transports parisiens (RATP), desservie par les trains de la ligne A du RER.

## Situation ferroviaire
Établie à 36 mètres d'altitude, la gare de Chatou - Croissy est située au point kilométrique (PK) 14,95 de la ligne de Paris-Saint-Lazare à Saint-Germain-en-Laye, entre la gare de Rueil-Malmaison et celle du Vésinet-Centre.

## Histoire
Le passage du chemin de fer sur le territoire de la commune de Chatou est prévu dans le « cahier des charges pour l'établissement d'un chemin de fer de Paris à Saint-Germain » ; le tracé doit traverser la Seine à Chatou, puis le bois du Vésinet pour aboutir au nouveau pont du Pecq. À Chatou, le prix moyen d'achat des terrains nécessaires au passage de la ligne est de 1 090 fr l'arpent. L'inauguration officielle de la ligne de Paris au Pecq a lieu le jeudi 24 août 1837 en présence de la reine Marie-Amélie. Au début du fonctionnement de la voie unique, aucune station intermédiaire n'existe. Les habitants de Chatou vont devoir attendre un peu avant de prendre le train, mais ils peuvent admirer les deux ponts, en bois, qui permettent le franchissement de la Seine.
Les deux premières stations intermédiaires de la ligne, Nanterre et Chatou, sont ouvertes à la fin du mois d'octobre 1837. La petite station de Chatou dispose d'un bâtiment en bois. En 1838, la station, comme la ligne, est équipée d'une deuxième voie. Au début des années 1840, l'attrait de la nouveauté s'estompant, le nombre de voyageurs décline mais ne s'effondre pas, notamment du fait du développement de la fréquentation aux stations intermédiaires contrairement aux prévisions.
En 1848, des insurgés de Paris mirent le feu au pont du chemin de fer et dévastèrent la station de Chatou. Ils furent repoussés par la garde mobile et des cavaliers du 3e régiment de dragons.
Une gare en pierre remplace la station en bois en 1867.
En 1972, elle devient une gare de la Régie autonome des transports parisiens (RATP). Les anciennes installations sont démolies pour laisser la place à la gare du RER, mise en service avec la ligne le 1er octobre.
En 2021, selon les estimations de la RATP, 1 578 758 voyageurs sont entrés dans cette gare.

## Service des voyageurs

### Accès
La gare dispose de trois accès :
- l'accès no 1 « rue Paul Flament » ;
- l'accès no 2 « rue Labélonye » ;
- l'accès no 3 « place Maurice Berteaux ».

Accès à la gare
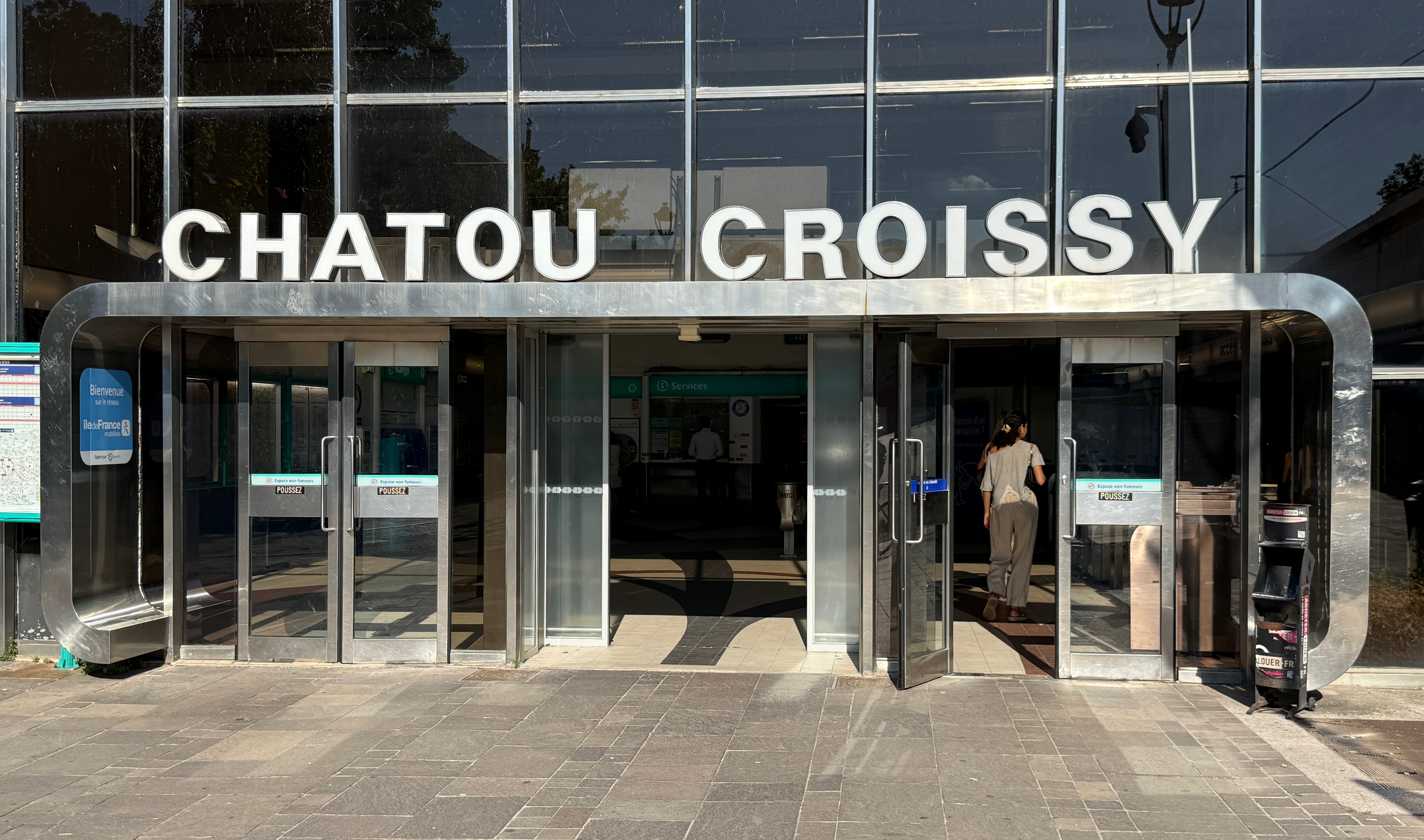
L'accès no 1 « rue Paul Flament ».
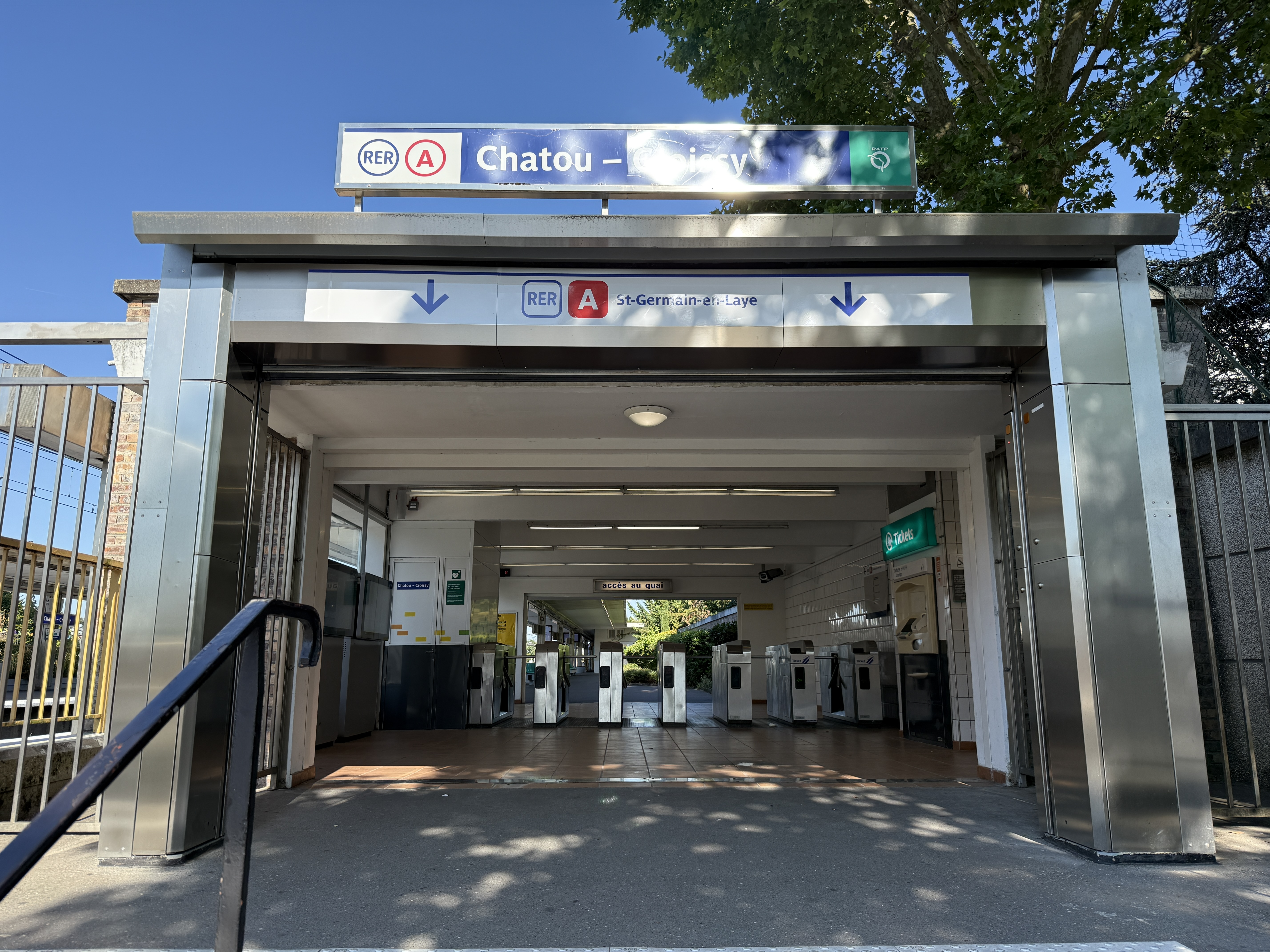
L'accès no 2 « rue Labélonye ».
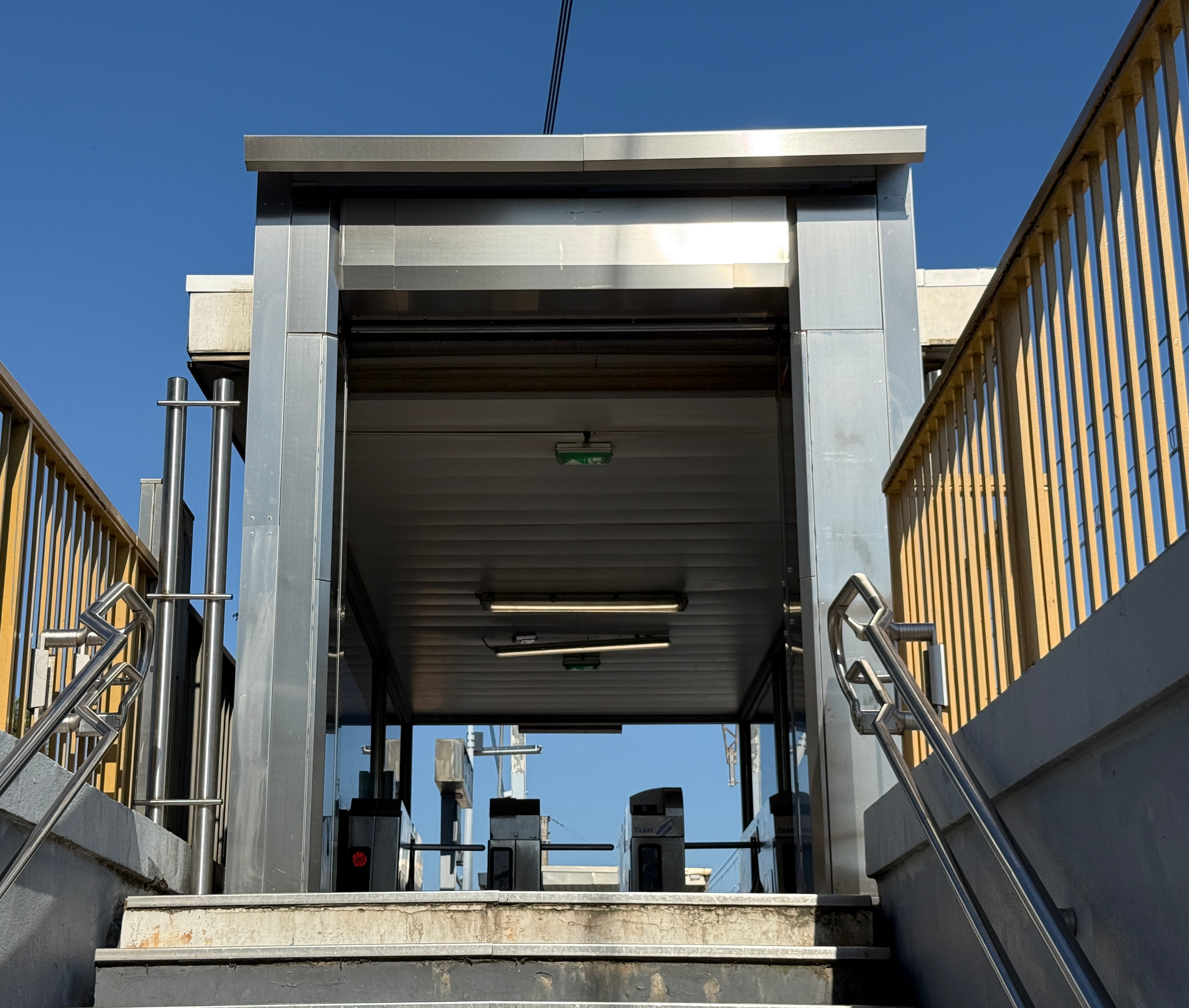
L'accès no 3 « place Maurice Berteaux ».

### Desserte
Elle est desservie par les trains de la ligne A du RER parcourant la branche A1 de Saint-Germain-en-Laye. La gare est desservie à raison d'un train toutes les dix minutes aux heures creuses comme aux heures de pointe et d'un train toutes les quinze minutes en soirée.

Installations et desserte
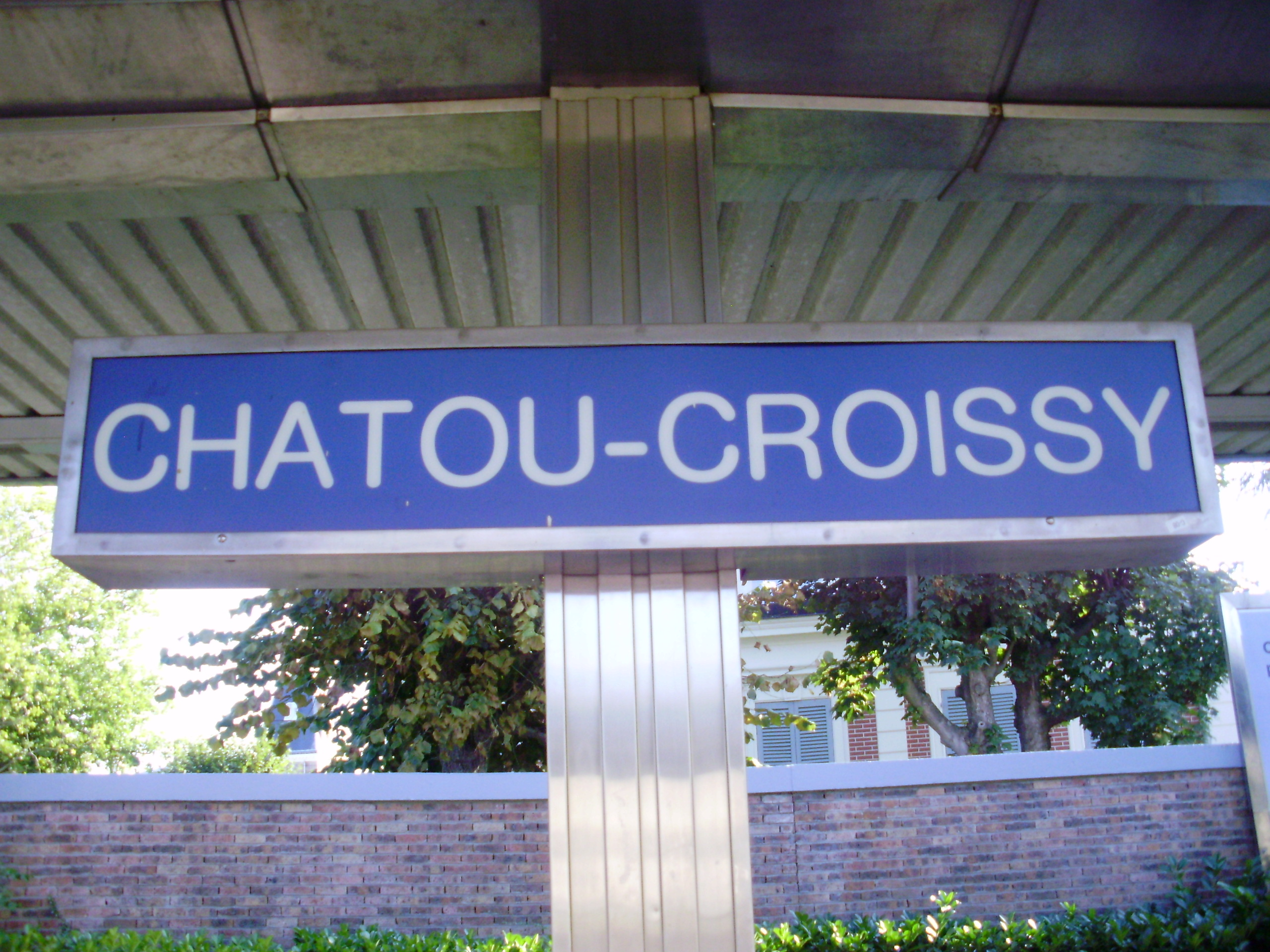
En 2010.
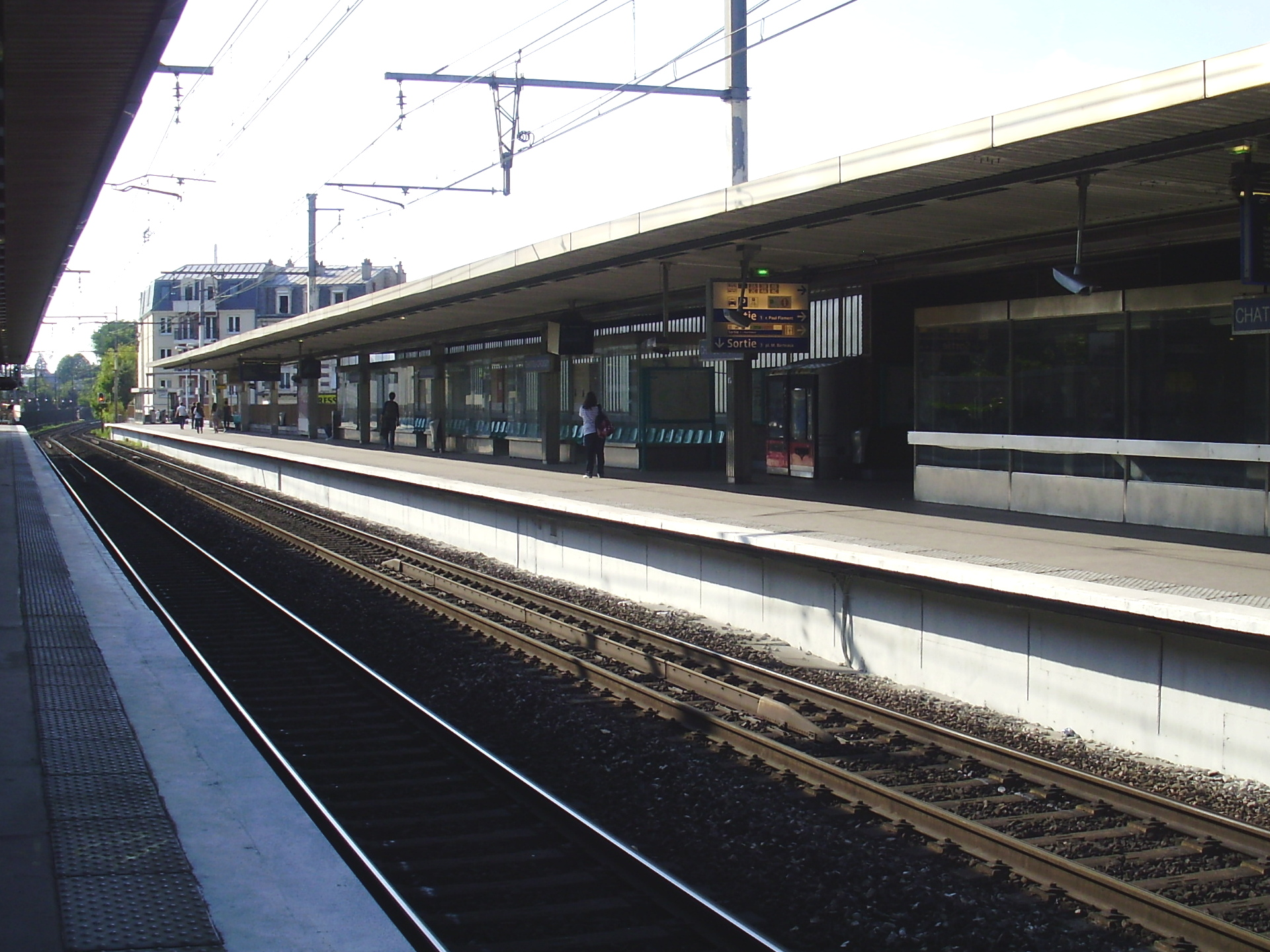
En 2010.
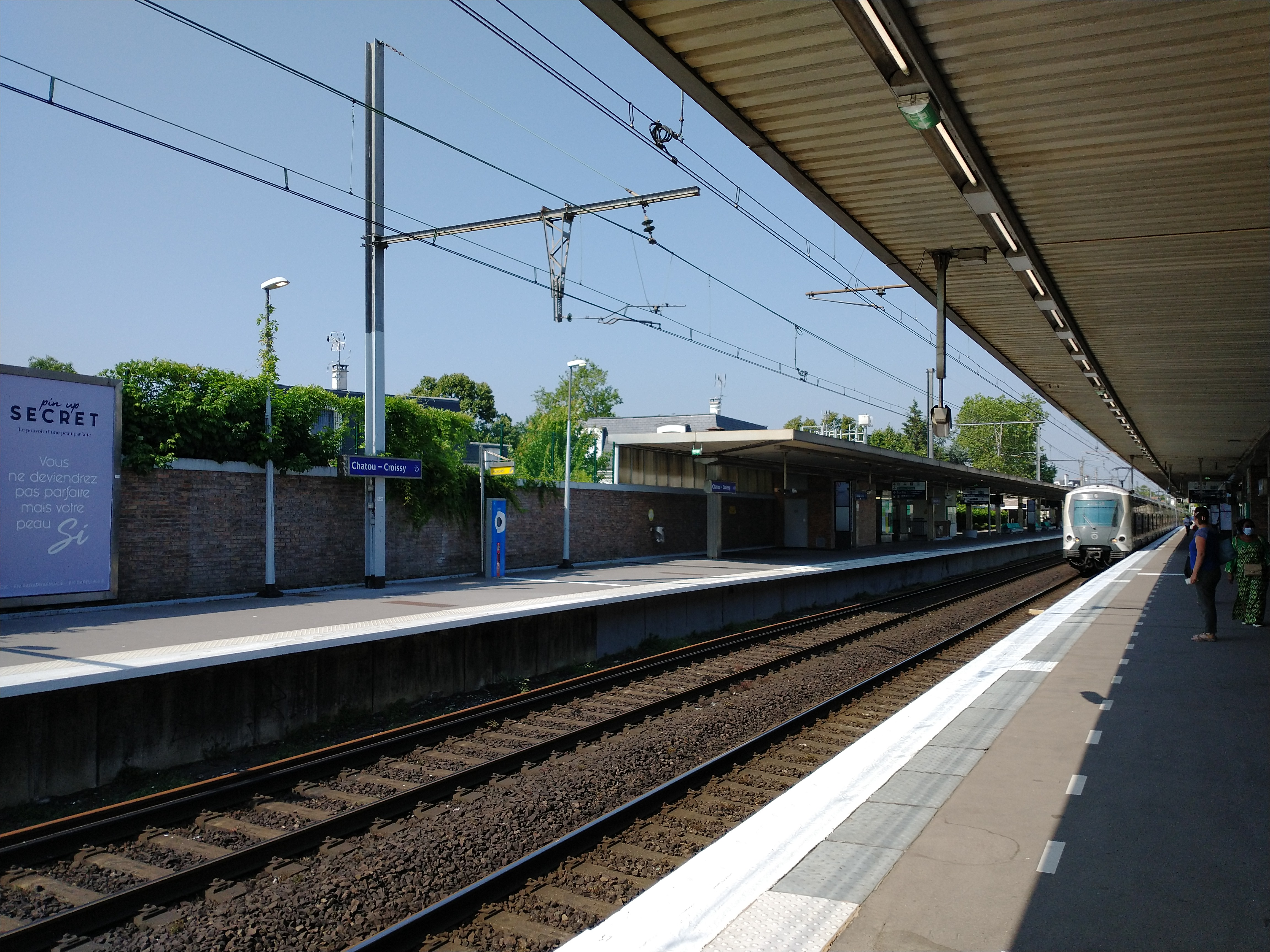
En 2021.

### Intermodalité
La gare est desservie par les lignes D, E, M, T et 12 du réseau de bus Argenteuil - Boucles de Seine et, la nuit, par la ligne N153 du réseau Noctilien.

## Patrimoine ferroviaire
En 2008, à l'initiative de l'association « Chatou Notre Ville », grâce à ses documents ainsi qu'à la réalisation des bureaux d'études de la RATP et du service des archives de la commune, une exposition de huit panneaux en couleurs sur l'histoire de la ligne de Paris-Saint-Lazare à Saint-Germain-en-Laye et de la gare de Chatou - Croissy a été présentée sur le quai en direction de Paris. Destinée à durer trois mois, cette exposition — unique sur la ligne — a été maintenue, rappelant le rôle déterminant du chemin de fer dans l'histoire de la ville de Chatou.
Cette exposition a été remplacée par une exposition rénovée au contenu entièrement  renouvelé de l'association Chatou Notre Ville financée par la ville lors des Journées Européennes du Patrimoine 2023.

Première exposition sur le chemin de fer à Chatou 2008 - 2023
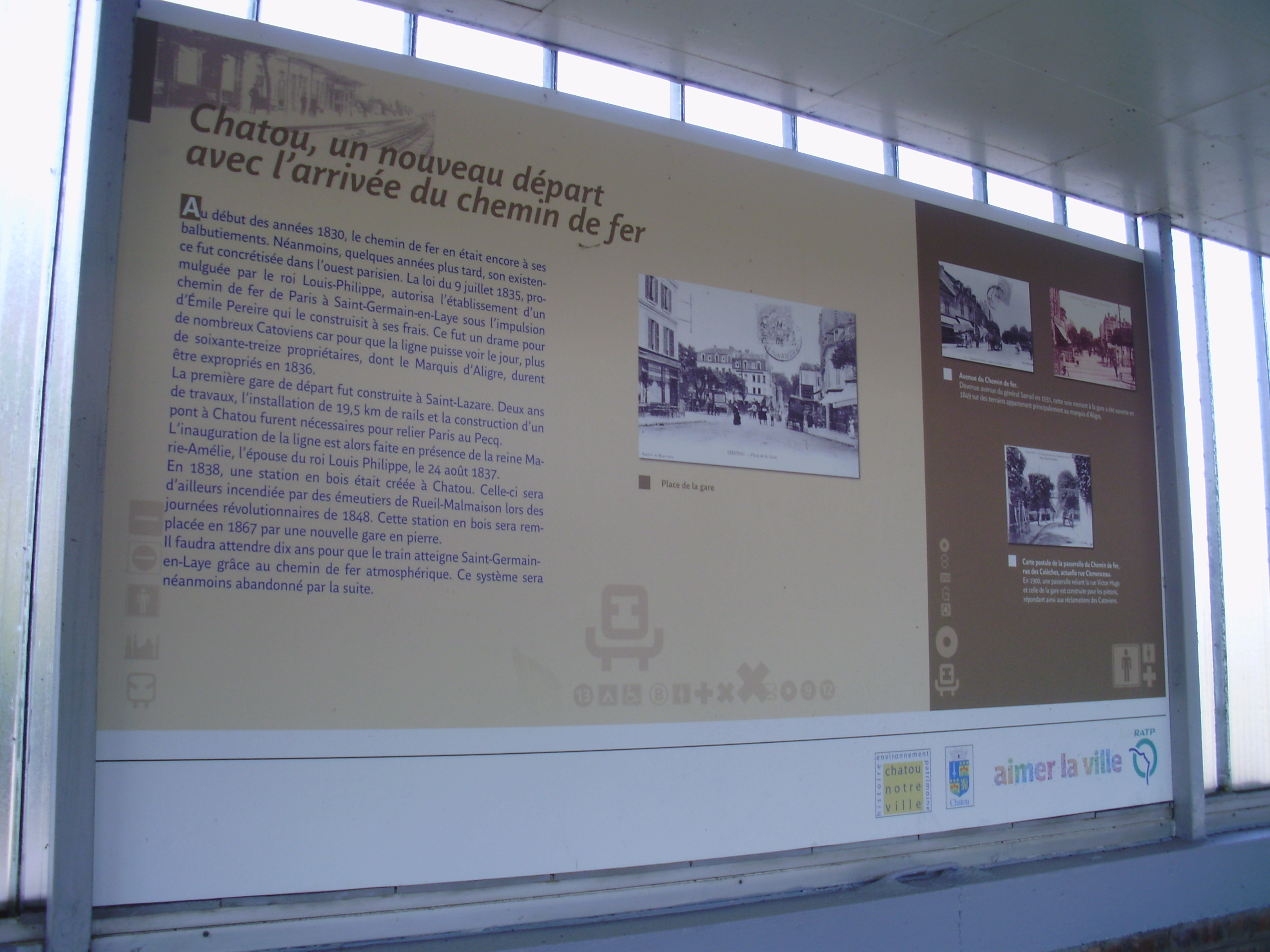
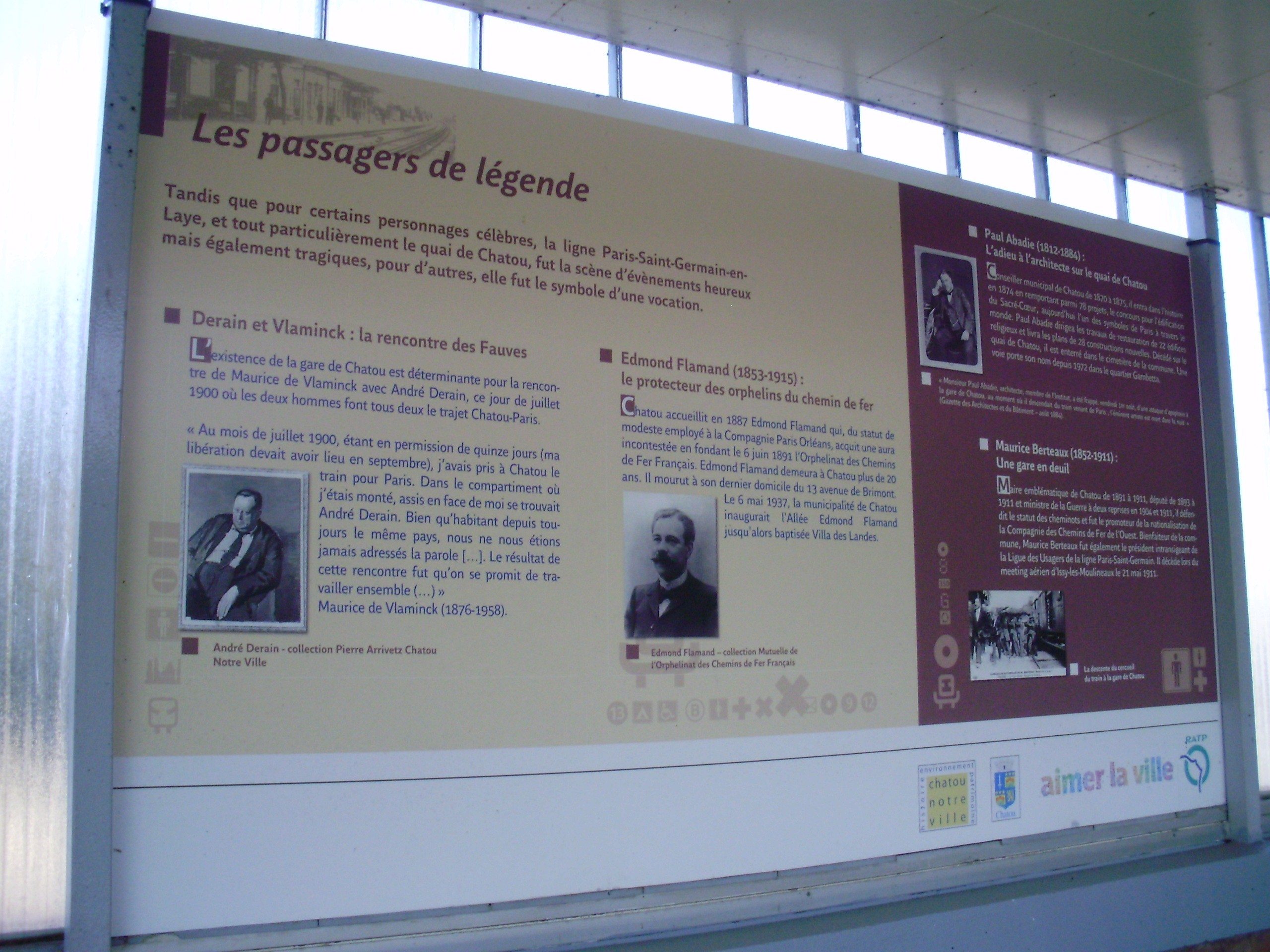
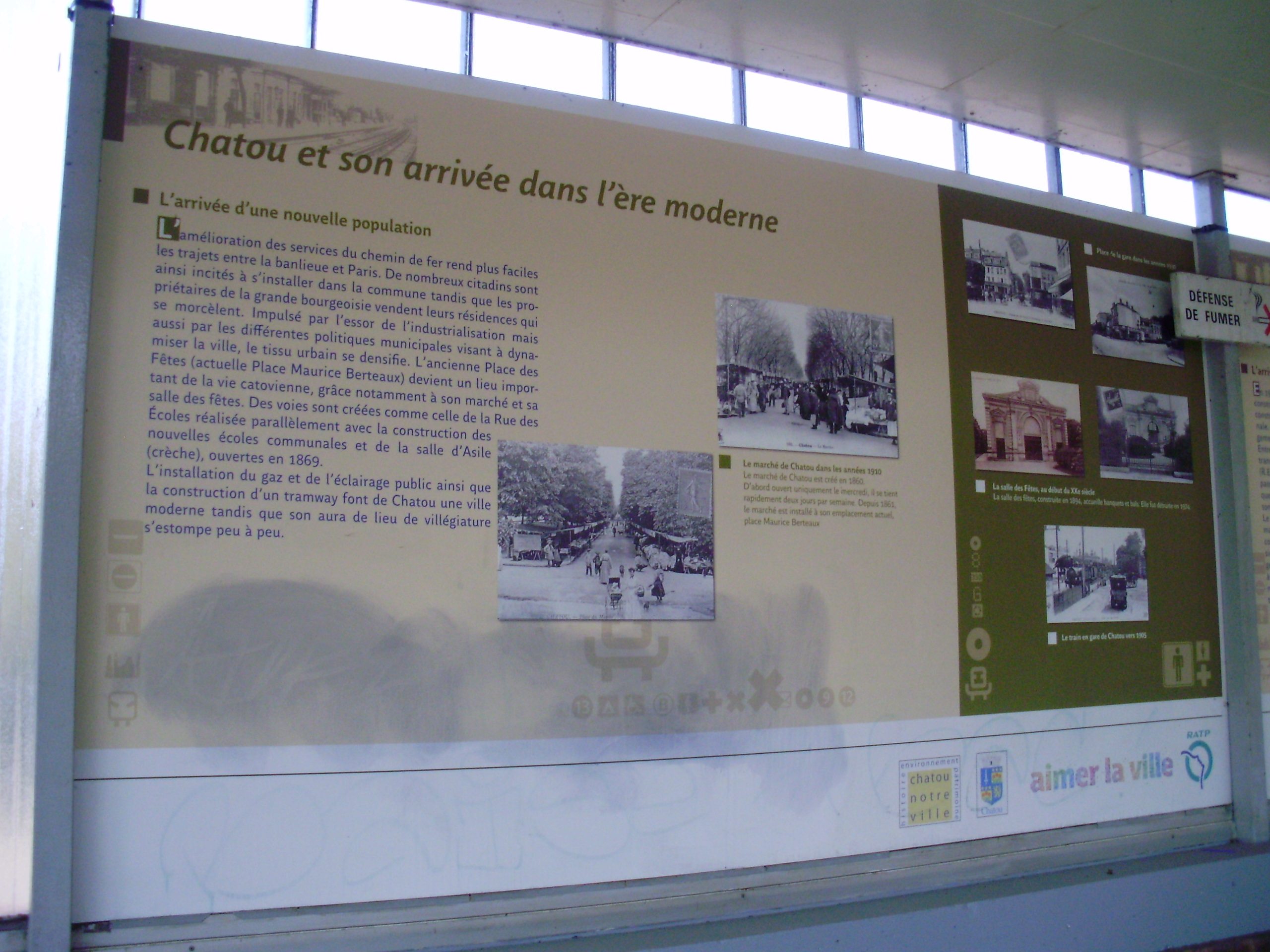
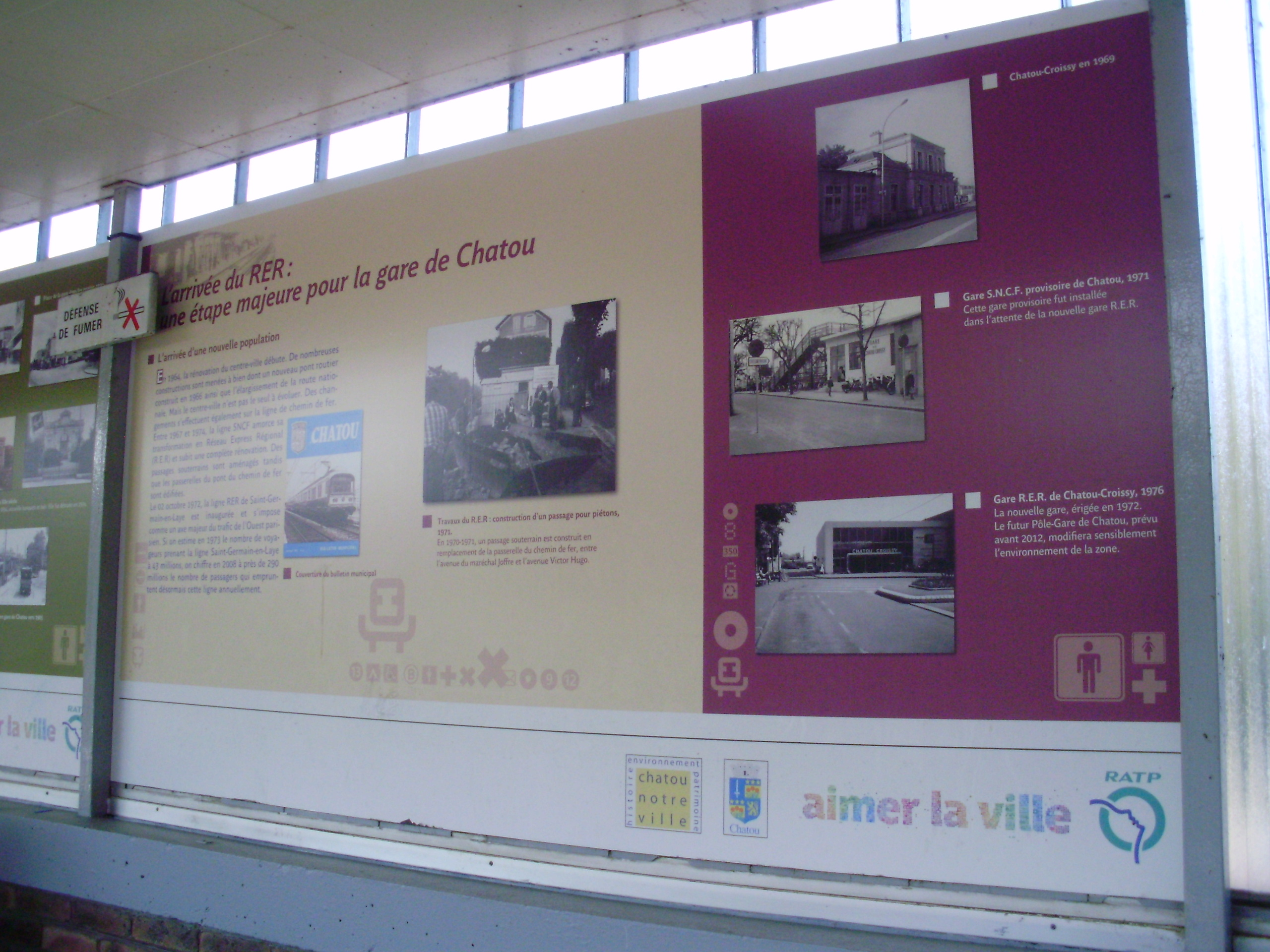